# Deux Chansons d'Angleterre
Les Deux Chansons d'Angleterre sont un cycle de mélodies pour voix et piano de la compositrice française Claude Arrieu, écrite en 19151.

## Contexte et création
Claude Arrieu compose les Deux Chansons d'Angleterre sur des poèmes de Maurice Jacquemont et Jacques Tournier. Elle a été utilisée dans la musique de scène de la pièce Cymbeline de William Shakespeare. L'œuvre est publiée en 1955 chez Ricordi.

## Structure
Le cycle se compose de deux mélodies :
1. Chanson de la patience
2. Chanson du bonheur